# سد باشان
سد باشان (به لاتین: Bashan Dam) یک سد خاکی در چین است که در شهرستان چنگکوو واقع شده‌است.